# Sericosoma fulva
Sericosoma fulva är en tvåvingeart som beskrevs av Edwards 1937. Sericosoma fulva ingår i släktet Sericosoma och familjen svävflugor. Inga underarter finns listade i Catalogue of Life.